# Isla Rutland
La isla Rutland es una isla situada en el estrecho de Macpherson, al sur de la isla de Andaman. Como una de las islas Andaman, Rutland forma la isla más meridional y principal del archipiélago situado Gran Andaman. Está separada de la isla Pequeña Andamán por el paso de Duncan. La isla se extiende por una superficie de 109,3 km² aproximadamente, y tiene una costa que mide unos 60 km
Es rica en vida marina, con aguas poco profundas cerca de la isla que tienen una buena variedad de pequeños peces y corales. La isla también ofrece una base ideal para buzos de entrenamiento en aguas abiertas. La vegetación de la isla de Rutland es similar a la de la isla Sentinel del Norte, con suelos arenosos secos. Aunque montañosa, la isla está cubierta de selva bastante abierta.